# واسپ-۷۶
واسپ-۷۶ (انگلیسی: WASP-76) که با نام «BD+01 316» نیز شناخته می‌شود، یک ستاره دوتایی در رشته اصلی زرد-سفید در صورت فلکی حوت در فاصلهٔ حدود ۳۷۰ سال نوری از خورشیداست. این ستاره از سال ۲۰۱۴ در بارهٔ داشتن یک ستاره همدم در فاصلهٔ ۸۵ واحد نجومی از خود مورد تردید اخترشناسان قرار گرفته‌بود.

## سامانه سیاره‌ای

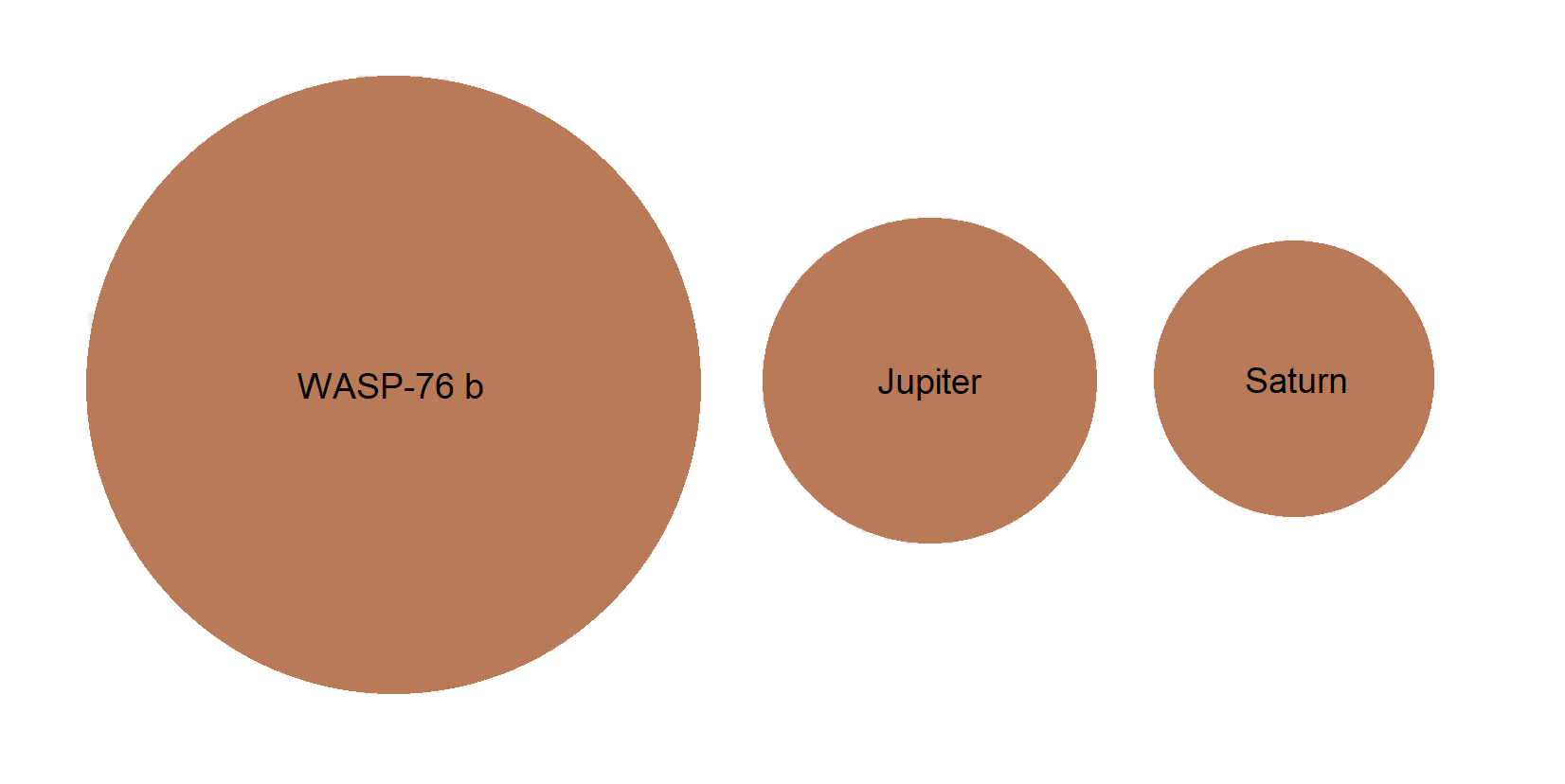
مقایسهٔ اندازهٔ سیارهٔ فرا خورشیدی واسپ-۷۶بی با سیاره‌های مشتری و کیوان

سیارهٔ واسپ-۷۶بی که در کلاس یک «مشتری داغ» قرار دارد در سال ۲۰۱۳ در مداری پیرامون واسپ-۷۶ کشف شد.
الگو:OrbitboxPlanet begin
الگو:OrbitboxPlanet
الگو:Orbitbox end